# 24751 Kroemer
24751 Kroemer è un asteroide della fascia principale. Scoperto nel 1992, presenta un'orbita caratterizzata da un semiasse maggiore pari a 2,8486524 UA e da un'eccentricità di 0,1293147, inclinata di 5,35237° rispetto all'eclittica.